# Сонора (Кентуккі)
Сонора (англ. Sonora) — місто (англ. city) в США, в окрузі Гардін штату Кентуккі. Населення — 565 осіб (2020).

## Географія
Сонора розташована за координатами 37°31′48″ пн. ш. 85°53′47″ зх. д. / 37.53000° пн. ш. 85.89639° зх. д. (37.530011, -85.896275).  За даними Бюро перепису населення США в 2010 році місто мало площу 2,97 км², з яких 2,94 км² — суходіл та 0,03 км² — водойми. В 2017 році площа становила 3,53 км², з яких 3,50 км² — суходіл та 0,03 км² — водойми.

## Демографія
Згідно з переписом 2010 року, у місті мешкало 513 осіб у 205 домогосподарствах у складі 146 родин. Густота населення становила 173 особи/км².  Було 227 помешкань (77/км²).
Расовий склад населення:
| - 96,1 % — білих - 1,8 % — чорних або афроамериканців - 0,6 % — корінних американців - 0,2 % — азіатів |

До двох чи більше рас належало 1,2 %. Частка іспаномовних становила 2,1 % від усіх жителів.
За віковим діапазоном населення розподілялося таким чином: 27,9 % — особи молодші 18 років, 60,2 % — особи у віці 18—64 років, 11,9 % — особи у віці 65 років та старші. Медіана віку мешканця становила 32,4 року. На 100 осіб жіночої статі у місті припадало 85,9 чоловіків;  на 100 жінок у віці від 18 років та старших — 85,9 чоловіків також старших 18 років.
Середній дохід на одне домашнє господарство  становив 60 423 долари США (медіана — 51 591), а середній дохід на одну сім'ю — 69 528 доларів (медіана — 65 625). Медіана доходів становила 36 477 доларів для чоловіків та 26 429 доларів для жінок. За межею бідності перебувало 9,1 % осіб, у тому числі 8,6 % дітей у віці до 18 років та 5,4 % осіб у віці 65 років та старших.
Цивільне працевлаштоване населення становило 328 осіб. Основні галузі зайнятості: освіта, охорона здоров'я та соціальна допомога — 21,6 %, виробництво — 20,4 %, роздрібна торгівля — 13,4 %, мистецтво, розваги та відпочинок — 11,9 %.